# Bruno Cadoré
Bruno Cadoré OP (* 14. April 1954 in Le Creusot, Burgund) ist ein französischer römisch-katholischer Priester und war von 2010 bis 2019 Ordensmeister des Dominikanerordens. 
Vor seinem Eintritt in das Dominikanische Noviziat 1979 war er Arzt, mit dem Spezialgebiet Bioethik. 1980 wurde er gänzlich aufgenommen und am 28. September 1986 in Lille zum Priester geweiht. Er studierte Moraltheologie, worin er 1992 promoviert (Dr. theol.) wurde. Cadoré wurde Provinzial der Dominikanischen Provinz von Frankreich. Am 5. September 2010 wurde er auf dem Generalkapitel des Ordens in Rom zum Ordensmeister (Magister Ordinis) des Ordens und damit auch zum Kanzler der Päpstlichen Universität Heiliger Thomas von Aquin und der Päpstlichen und Königlichen Universität des heiligen Thomas von Aquin in Manila gewählt.